# Hochfirst (Schwarzwald)
Der Hochfirst ist ein bewaldeter Berg zwischen Saig und Titisee-Neustadt im Südschwarzwald mit einer Höhe von 1196,9 m ü. NHN.

## Lage und Aussicht
Der Berg befindet sich auf der Gemeindegrenze zwischen Lenzkirch und Titisee-Neustadt im baden-württembergischen Landkreis Breisgau-Hochschwarzwald. Auf dem Hochfirst befinden sich ein Berggasthaus und der Hochfirstturm. Von dessen Aussichtsplattform hat man eine Aussicht auf den nahe gelegenen Titisee und den Feldberg sowie über den ganzen südlichen Schwarzwald. Bei klarem Wetter sieht man in die schweizerischen und österreichischen Alpen, bei idealen Bedingungen von der Zugspitze bis zum Grand Combin in den Walliser Alpen.

## Geschichte
Auf dem Hochfirst soll sich früher eine Burg bzw. eine kleine Ortschaft befunden haben, von der das in Freiburg und Neuenburg auftretende Adelsgeschlecht von Hohenfirst stammte.
Roland Weis verortet die Siedlung Honvirst, die 1316 noch existiert haben und spätestens im 16. Jahrhundert abgegangen sein soll, jedoch zu Füßen des Burgkopf, eines Bergs östlich des Hochfirst. Die Burg soll sich auf dem Burgkopf, genauer auf dem Mühleföhrle (47° 54′ 30,7″ N, 8° 14′ 23″ O), befunden haben und schon 1316 nicht mehr existent gewesen sein.
Um 1350 erwarb Hans von Falkenstein von Hans von Hohenfürst den unteren Teil der Bruderhalde im Bärental. In diesem Zusammenhang ist von „Hohenfürst, einem ehemaligen Rittersitze ob dem Orte Seig“ die Rede.

## Aussichtsturm
Der 1890 in Stahlfachwerkbauweise errichtete Hochfirstturm ist 25 Meter hoch und steht auf einem Natursteinsockel. Dieser stammt von einem 1888 errichteten Holzturm, der 1890 einem Orkan zum Opfer fiel. Der Turm trägt heute auch Sendeantennen für Richtfunk und Mobilfunk. Als Besonderheit ist der Hochfirstturm zusätzlich abgespannt. Seit 1989 steht er unter Denkmalschutz. Von Mai 2014 bis März 2015 war der Turm wegen statischer Probleme gesperrt. Anfang 2018 musste er bis Ende April desselben Jahres erneut geschlossen werden, da Messungen ergaben, dass die Strahlenbelastung für Besucher durch die angebrachten Antennen zu hoch war.
Da der Bau eines Funkmastes südlich des Aussichtsturmes geplant ist, übergab Raimund Thimm, Vorsitzender des Schwarzwaldvereins Neustadt am 5. November 2021 knapp 1.000 Unterschriften an Dr. Martin Barth, den Ersten Landesbeamten im Landkreis. Die Petition bittet darum den Standort zu verlegen, um die Blickachse auf die Alpen freizuhalten.

## Wege zum Gipfel
Zum Hochfirst gelangt man auf dem Querweg Freiburg–Bodensee von Titisee oder dem Mittelweg von Neustadt aus. Der kürzeste Weg führt von Saig auf den Gipfel. Es besteht jedoch auch eine Straßenverbindung zum Hochfirstturm von Neustadt aus.

## Wintersport
Am Hochfirst liegt die Hochfirstschanze, auf welcher Weltcup-Skispringen stattfinden. Entlang der südöstlichen Hänge des Berges führt auch eine Langlaufloipe, die „Hochfirstspur“ (9,9 km Länge, Höhenlage 910–1057 m, Start und Ziel neben der Kirche in Saig, klassisch). Eine Rodelbahn führt am Westabhang des Hochfirsts von der Saiger Höhe bis zur Unterführung unter die B 317 und die Bahnlinie.